# Krenal

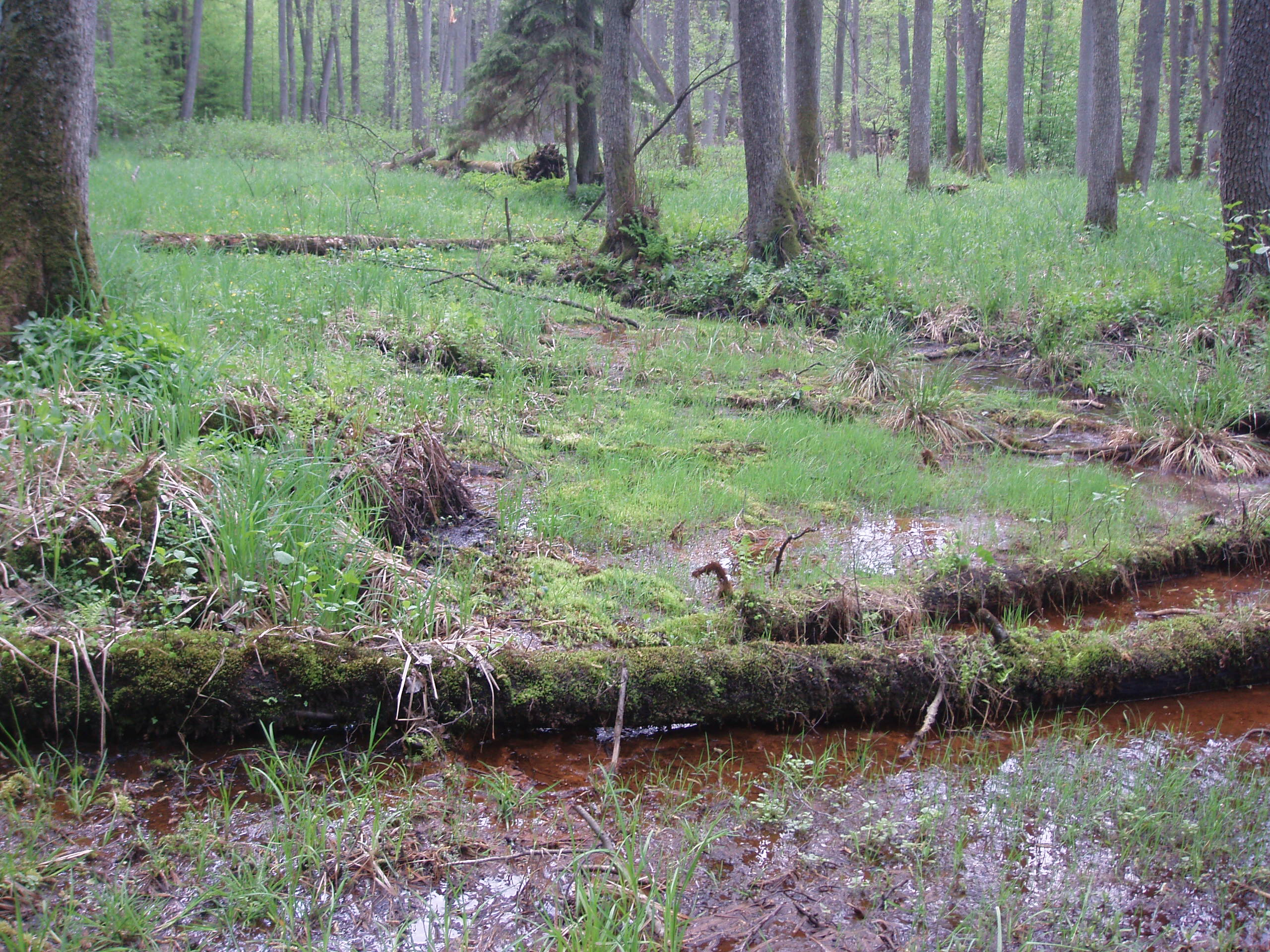
Źródła helokrenowe przy rzece Łynie, powyżej miejscowości Ruś

Krenal (gr. κρήνη, źródło) – strefa źródliskowa, źródlisko. Krenal dzielony jest na strefę wypływu wód podziemnych – eukrenal oraz strefę odpływu – hypokrenal, sąsiadujący z górnym odcinkiem strefy strumienia – epirhitralem.
Organizmy zamieszkujące strefę krenalu nazywane są krenonem.